# Tegalpingen
Tegalpingen is een bestuurslaag in het regentschap Purbalingga van de provincie Midden-Java, Indonesië. Tegalpingen telt 3882 inwoners (volkstelling 2010).